# Ditema szótagírás
A ditema – más néven: Ditema tsa Dinoko, Ditema tsa Sesotho, ld. alább – egy a 2010-es években kifejlesztett szótagírás (fonológiai jellemzőket kódoló írás), amelyet a déli bantu nyelvek – szotó, cvána, lozi, zulu, xhosza, szvázi – leírására fejlesztettek ki. A hagyományos litema művészeti stílus ihlette.
Ezt az írást szotó nyelven Ditema tsa Dinoko (jelentése: ditema szótagírás) avagy Ditema tsa Sesotho (szotó írás), isiZulu nyelven Isibheqe Sohlamvu néven ismerik.
Az írásmódot 2014 és 2016 között fejlesztette ki egy dél-afrikai nyelvészekből és szoftverprogramozókból álló csoport azzal a céllal, hogy egy olyan írásrendszert hozzanak létre, amellyel leírhatóak a déli bantu nyelvek sajátosságai, mint például a  csettintőhangok. Jelentős hatással voltak rá az 1840-es évektől kezdődően a kanadai bennszülött nyelvekhez kifejlesztett szótagírások, például a magánhangzó-jelölésekre alkalmazott háromszögszimbólumok rendszere az a-e jelcsere mellett szinte azonos.
Az írás a fentebb leírt nyelvek teljes hangkészletét képes ábrázolni. Ez magában foglalja a latin ábécében nem szabványosított nyelveket is, mint például a tekela nyelveket, amelyek a szvázi kivételével nem hivatalos nyelvek. Ezeknek a nyelveknek az ortográfiai támogatásáról tanúskodik például az ingungwana írásjel, amely a magánhangzó nazalitását (orrhang) jelzi − ami a tekela nyelvek sajátossága.

## Leírás

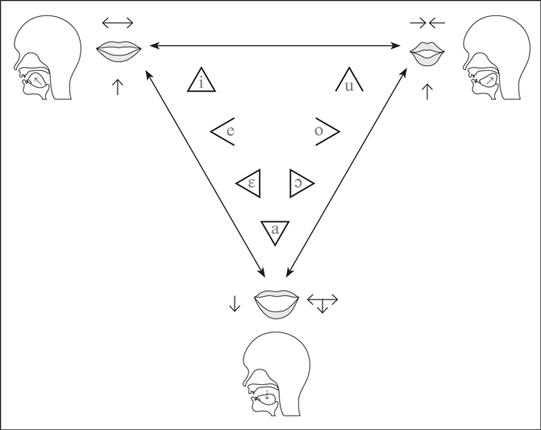
Egy magánhangzó-táblázat, amely a magánhangzók rokonsága és magassága, valamint az azokat jelölő szimbólumok közötti megfelelést mutatja az írásrendszerben.

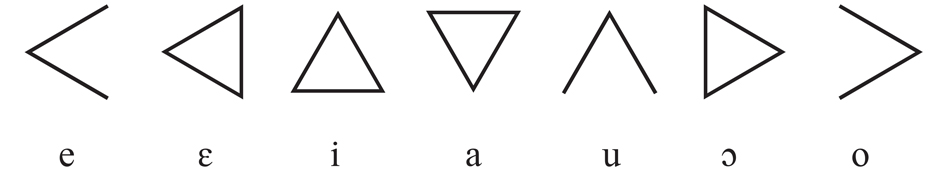
Onkamisa, a magánhangzók jelei.

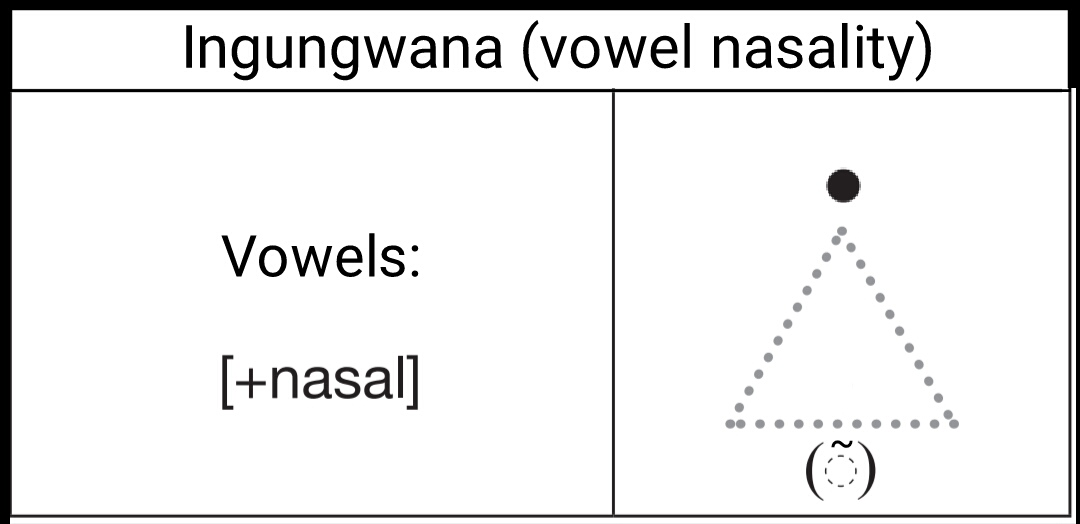
Az orrhangzós (nazális) magánhangzó jelölésére szolgáló mellékjel, az ingungwana.

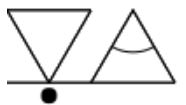
A Xhosza nyelvben szereplő Pʰãːsi szó leírása.

Az írás szótagírásként működik, mivel minden egyes szabadon álló szimbólum egy szótagot jelöl, a mássalhangzók és magánhangzók jelei pedig szótagblokkokban (amabheqe) vannak kombinálva, hasonlóan a koreai hangul íráshoz. Ha az ábrázolt szótag nem orrhangzó, akkor ezek a szimbólumok egy háromszög vagy ékzár alakú jelből állnak, amely a szótag magját jelképezi, a hozzácsatolt ongwaqa vagyis mássalhangzó jelek pedig a szótag kezdetét vagy kiejtésének módját jelzik. Az orrhangzókat körök formájában ábrázolják, amelyek az egész  szótagblokkot (ibheqe) kitöltik.

### Magánhangzók
A magánhangzók (onkamisa) képezik minden egyes szótagblokk alapját, az egyes szótagok magját, a mássalhangzók pedig ezeken belül és körül helyezkednek el.
A szótagjelek iránya a magánhangzó minőségét jelzi mind a hét magánhangzófonéma esetében:
- Intombi, a felfelé mutató háromszög: /i/
- Isoka, a lefelé néző háromszög: /a/
- Umkhonto, a felfelé mutató ékzár: /u/
- A balra néző háromszög: /ɛ/
- A jobbra néző háromszög: /ɔ/
- A balra néző ékzár: /e/
- A jobbra néző ékzár: /o/

Van egy nyolcadik "magánhangzó", amelyet a lefelé néző ékzár képvisel, ez egy üres magánhangzó, és többnyire idegen szavaknál használják önálló mássalhangzó jelölésére, gyakran szótagvégződésként, amelyek a CV fonológiával rendelkező déli bantu nyelvekben nem fordulnak elő.
A háromszög vagy ékzár csúcsa a magánhangzó magasságának vagy élességének felel meg, a magas magánhangzók /i/ és /u/ felfelé, a mély magánhangzó /a/ pedig lefelé mutat. Hasonlóképpen az elülső magánhangzók /ɛ/ és /e/ balra, a hátsó magánhangzók /ɔ/ és /o/ pedig jobbra mutatnak.
Az ingungwana jelzi az orrhangzós magánhangzókat. Ez egy vastag pont a háromszögön kívül, mint az alább látható phãsi szó esetében - jelentése: lent, le, alatta:

### Mássalhangzók
A mássalhangzók (ongwaqa) egy vagy több írásjelből állnak, amelyek közül legalább egy jelöli az kiejtés módját, legyen az hangzó, prenazalizált, imploszív, ejekciós, modális vagy ezek kombinációja.
A mássalhangzójelek helyzete nagyrészt megfelel a kiejtés helyének:
- az ajakhangok (labiális hang) és az orrhangok jelei a háromszög csúcsán kívül helyezkednek el.
- a fogmederhangok (alveoláris hang) a háromszög közepén, oldalról oldalra haladva helyezkednek el.
- a szájüreg hátsó részében képzett hangok (veláris hang) és az elülső részében képzett hangok (palatális hang) a háromszög alján vannak.
- az oldalt kiejtett hangok (laterális hang) a háromszög egyik oldalán kívül helyezkednek el.
- a foghangok (dentális hang) a háromszöget oldalról átszelő két vonalon, egymással párhuzamosan helyezkednek el.

A jelek alakja megfelel a kiejtés módjának:
- Az ívelt vonalak a réshangokat (frikatíva) jelzik (a magyarban például az f, j, s, sz, v, z, zs).[4]
- Az egyenes vonalú megfelelőik ugyanabban a helyzetben zárhangokat (plozívák) jelölnek (a magyarban: p b, m, t, d, n, ty, gy, ny, k, g).[5]
- A közelítőhangzókat és a trillákat két, egymással párhuzamos vagy derékszögben álló vonallal ábrázoljuk, a csapolás vagy csapkodás az utóbbi elrendezés, az egyik vonal a másik vonalat a középpontjában felezi, anélkül, hogy keresztezné azt.
- a nyelv visszagörbítésével kiejtett (retroflex) mássalhangzókat[6] és a "„fogmeder mögötti" (posztalveoláris) hangokat – a magyar nyelvben a  s, zs, cs és dzs - hurokként ábrázoljuk.
- Az orrhangzókat a háromszög csúcsán körökként ábrázoljuk. A körökön belüli vonalak megkülönböztetik őket egymástól.
- a csettintőhangokat homokóra alakban jelölik.
- A szótagi oldalhangokat és zenei hangokat kettőzéssel ábrázoljuk.

A szótagokat elválasztó orrhangok (amaqanda) egyedülállóak abban, hogy körökként foglalják el a teljes szótagblokkot. Ezeket egymástól a bennük lévő vonalakkal különböztetik meg, amelyek a fentiekkel megegyező elvek szerint működnek.

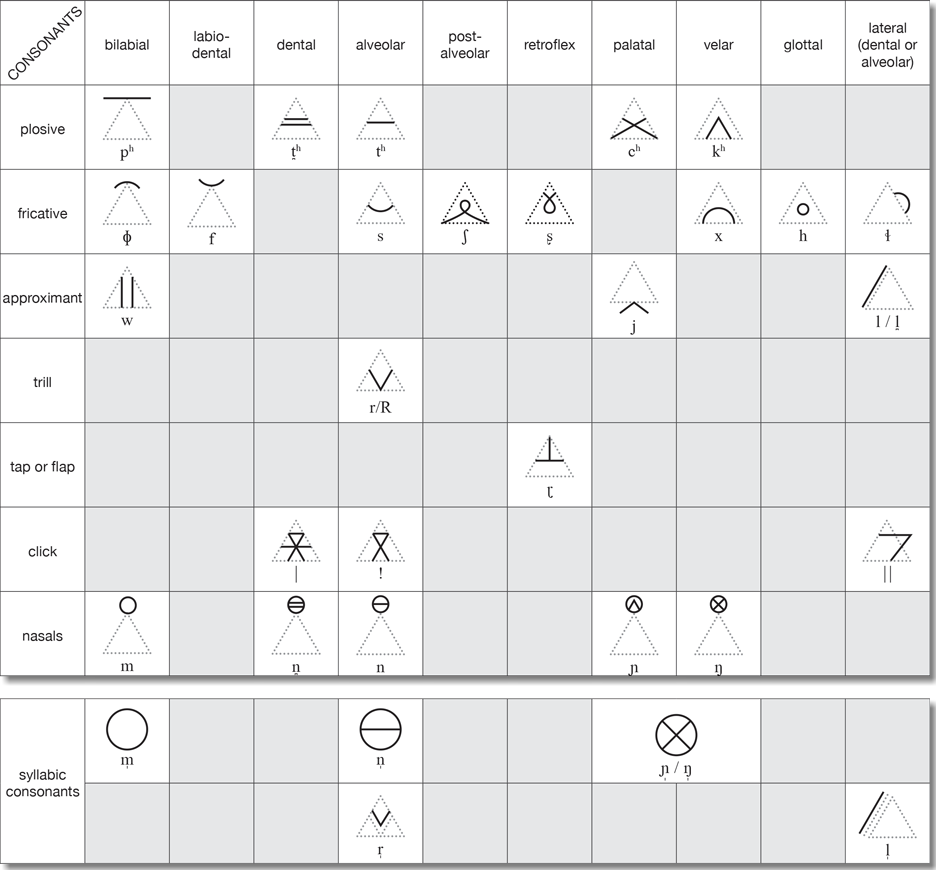
A mássalhangzók (ongwaqa) ábrázolása

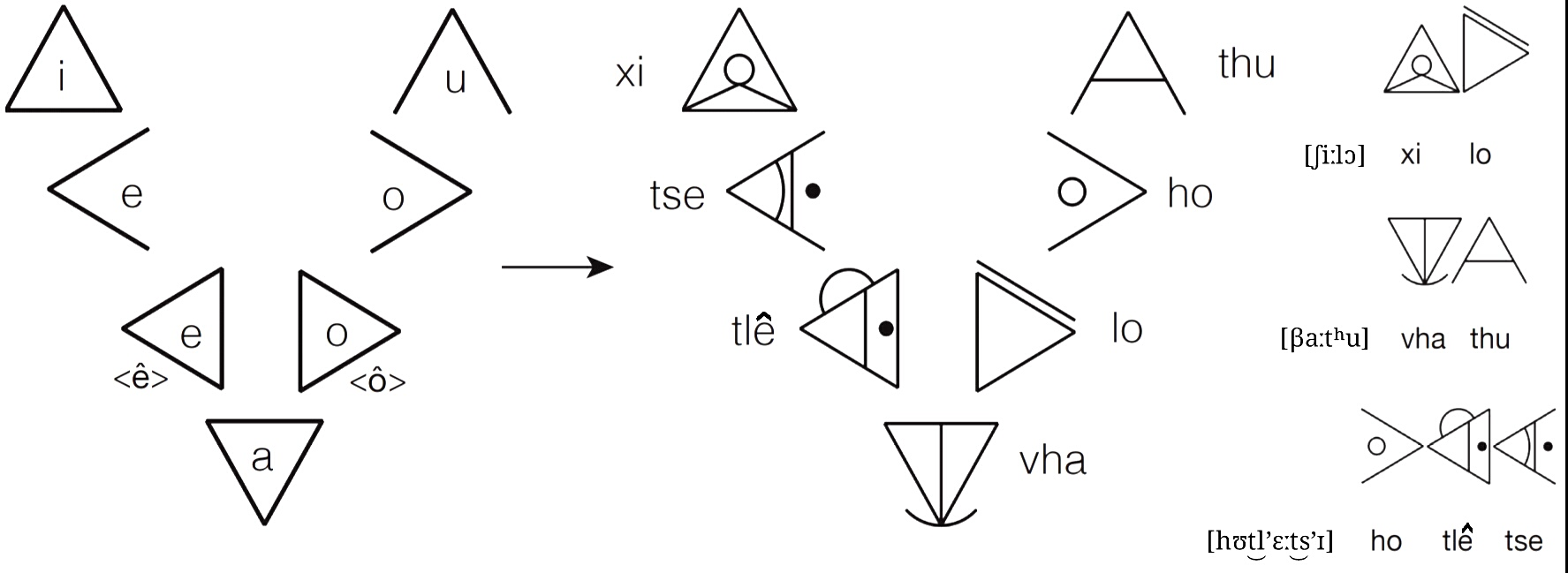
A szótagjelek felépítése három különböző nyelv esetén: <Xilo> [ʃiːlɔ] "gondolkodni" szonga nyelven, <Vhathu> [βaːtʰu] "ember" venda nyelven, <Ho tlêtse> [hʊt͜ɬ’ɛːt͜s’ɪ] "tele van" szotó nyelven.

### Kiejtés
A kiejtés módjának három jele van:
- A zöngés mássalhangzók esetében a háromszögben lévő tömör pont glotallizált (kidobott) mássalhangzót vagy modális kattanó mássalhangzót jelez.
- A hangalakos mássalhangzók esetében a háromszögben lévő tömör pont egy imploszív mássalhangzót vagy - olyan nyelvek esetében, ahol nincsenek imploszív mássalhangzók - egy modális mássalhangzót jelöl.
- A pont hiánya a hangalakos mássalhangzók esetében lélegző hangot, a hangnélküli mássalhangzók esetében pedig aspirációt (belégzés; hehezet)[7] jelez.
- A háromszög csúcsától az alapjáig (vagy az ékzár végével egy vonalban lévő vonalig) futó upimbo, vagyis a hangképzési vonal jelzi a mássalhangzó hangképzését.
- Ha a hangképzési vonal az egyetlen ungwaqa a szótagjelben, akkor ez hangzó glottális réshangot /ɦ/ jelez (a glottális hangok képzésekor a hangszalagok közötti rés a kiejtés helye).
- Azokban a nyelvekben, amelyek megkülönböztetik a lélegzettől, és orrhangoktól függő (modális[8]) / vagy zenei hangokat, a voicing-vonal lélegző hangot jelez, ha ezekkel a mássalhangzójelekkel együtt fordul elő.
- A prenazalizált mássalhangzókat az ingungu nevű háromszög csúcsán egy nyitott kör jelöli. Ezek más mássalhangzójelekkel együtt fordulnak elő, és megkülönböztethetők a bilabiális orrhangzó (két ajakkal képzett hangok[9]) /m/-től, amely önállóan fordul elő. Az ingungu mellé nem kell további vonalakat tenni, amikor más ongwaqákkal együtt fordul elő.
- A  csettintőhangok esetében az ingungu egy orrhangzós kattogó mássalhangzót jelöl, a prenazalizált zárhangok esetén (ezek képzésekor a levegő kezdetben az orrüregen át távozik,[10] pl. <nkq>) egy tömör pontot kell hozzáadni, ebben az esetben az ingungu ezt jelöli.

## Fordítás
- Ez a szócikk részben vagy egészben  a   Ditema tsa Dinoko című angol Wikipédia-szócikk fordításán alapul.  Az eredeti cikk szerkesztőit annak laptörténete sorolja fel. Ez a jelzés csupán a megfogalmazás eredetét és a szerzői jogokat jelzi, nem szolgál a cikkben szereplő információk forrásmegjelöléseként.